# Некрич, Михаил Григорьевич
Михаи́л Григо́рьевич Не́крич (1 декабря 1940, Житомир — 10 июля 2019, Днепр) — советский и украинский композитор и педагог, музыкант и аранжировщик. Заслуженный деятель искусств Украины (1999).

## Биография
Родился 1 декабря 1940 в городе Житомире. С 1960 по 1968 год — руководитель эстрадных коллективов Ровенской и Кировоградских филармоний. 1968−1971 годы — руководитель Житомирского «Биг-бэнда» и ансамбля «Юность» при Житомирском городском Доме культуры, лауреата многих республиканских и всесоюзных конкурсов.
В 1971—1975 руководитель эстрадного оркестра «Зеленый огонек» (город Черкассы). С 1975 года художественный руководитель Днепропетровской филармонии. С 1975 года основатель и бессменный руководитель лауреата международных конкурсов образцового детского ансамбля «Мастерок» (Днепропетровск). Михаил Некрич с этим коллективом записал альбом-диск «Святковы Колядки» (Ганновер, 1999 г.). Гастрольные маршруты ансамбля — Болгария, Польша, Румыния, Венгрия, Италия, Испания, Германия, Швеция, Финляндия, Китай, концерты по всей Украине и большей части России. На протяжении 34 лет с ансамблем сотрудничали А. Кролл, Е. Крылатов, Я. Табачник, В. Шаинский, И. Собко, Э. Ханок. Им записано 5 дисков различной музыки (эстрадной, джазовой, фольклорной, православной)
Воспитанники М. Г. Некрича: Андрей Романий — народный артист Украины, Марина Кулеба — журналист, продюсер, A. Костадьян — солист украинского государственного оркестра «Радио Бэнд» под упр. Н. Фокина), В. Шпортько — профессор Национального Университета культуры и искусств, народный артист Украины, Л. Артеменко — засл.артистка Украины и другие.